# Monastero della Visitazione
Il monastero della Visitazione di Milano è la sede milanese delle monache di clausura dell'ordine della Visitazione di Santa Maria. È situato in via Santa Sofia.

## Storia
Nel monastero risiedono ininterrottamente dal 1713 (data di fondazione del monastero) le monache di questo Ordine. Le ultime suore presenti hanno lasciato il monastero nel novembre 2017. Nei secoli scorsi il monastero svolgeva anche attività di educandato per le figlie di nobili famiglie milanesi (anche la figlia di Manzoni si dice che abbia frequentato questo educandato).
Degne di nota, tra le opere artistiche conservate nel monastero, sono la Madonna col Bambino benedicente, detta della «Divina Pietà», che è dell'anno 1500 ed è opera di un pittore rinascimentale lombardo o piemontese, e la Crocifissione opera di Tiziano.